# Aleksander (Bogdanow)
Aleksander, imię świeckie Aleksandr Wasiljewicz Bogdanow (ur. 1830, zm. 30 listopada?/12 grudnia 1898 w Tambowie) – rosyjski biskup prawosławny.

## Życiorys
Był synem kapłana prawosławnego służącego w eparchii tulskiej. Średnie wykształcenie teologiczne uzyskał w Tule, w 1853 ukończył Kijowską Akademię Duchowną. Od tego samego roku był wykładowcą seminarium duchownego w Orle, w 1855 otrzymał tytuł magistra nauk teologicznych. Święcenia kapłańskie przyjął jako mężczyzna żonaty 14 lutego 1856.
W 1860 został nadzorcą szkoły duchownej w Orle. Sześć lat później otrzymał godność protoprezbitera. Służył najpierw w soborze katedralnym w Orle, a następnie w cerkwi Opieki Matki Bożej w tym samym mieście. W 1870 został rektorem seminarium duchownego w Orle i pełnił tę funkcję przez dziewiętnaście lat. W 1883, po śmierci żony, złożył wieczyste śluby mnisze, po czym otrzymał godność archimandryty.
12 lutego 1889 w Petersburgu odbyła się jego chirotonia na biskupa muromskiego, wikariusza eparchii włodzimierskiej i suzdalskiej. W 1892 Świątobliwy Synod Rządzący mianował go biskupem krasnojarskim i jenisejskim, odmówił jednak wyjazdu do Krasnojarska. Mimo to przez dwa lata formalnie był ordynariuszem wymienionej eparchii i dopiero w 1894 został przeniesiony na katedrę tambowską i szacką. Zmarł cztery lata później.